# خانم رئیس: لرزش در سئول
خانم رئیس: لرزش در سئول (انگلیسی: Ma'am Chief: Shakedown in Seoul) یک فیلم کمدی اکشن محصول سال ۲۰۲۳ فیلیپین تولید شده توسط پالپ استودیوز است. این فیلم به کارگردانی کریم کیم و با بازی ملای کانتیوروس است. این فیلم در ۱۵ نوامبر ۲۰۲۳ منتشر شد.